# Кривавий суддя
Кривавий суддя (італ. Il trono di fuoco) — фільм жахів 1970 року.

## Сюжет
1685 рік. Король Англії Карл II помер. Його братові Якову II нелегко втриматися на троні. Країна розділилася на два ворогуючі табори, один з яких зберігає вірність останньому королю зі Стюартів, а інший — принцу Вільгельму Оранському. Поки герцог Монмут збирає армію, щоб напасти на Англію і скинути з трону короля Якова, верховний суддя лорд Джеффріс вершить своє криваве правосуддя над незліченними підозрюваними у злочинах. На тлі цих подій розгортається історія кохання між сином лорда Вессекса, який встав на бік повстанців, і сестрою страченої відьми.

## У ролях
| Актор              | Роль           |
| ------------------ | -------------- |
| Крістофер Лі       | Суддя Джеффріс |
| Марія Шелл         | Мати Роза      |
| Лео Дженн          | лорд Вессекс   |
| Ганс Хесс мол.     | Гаррі Селтон   |
| Марія Ром          | Мері Грей      |
| Маргарет Лі        | Алісія Грей    |
| П'єтро Мартелланца | Барнабі        |
| Говард Вернон      | Джек Кетч      |